# Guaratuba
Guaratuba es una localidad brasileña del estado de Paraná.

## Etimología
El nombre de Guaratuba significa “muchos guarás”. Este nombre fue concebido por los naturales que habitaron en esta región cuando el descubrimiento del Brasil por la gente portuguesa. Guará es el nombre de un pájaro del plumaje rojo que existieron en abundancia en esta área y que mismo protegidos por las autoridades, habían sido extintos. La tuba significa cantidad extrema en la lengua aborigen.

## Localización
La ciudad se sitúa en un llano peninsular, arenoso, haciendo frente a la bahía en el noroeste, y a otro frente en el Océano Atlántico en el sureste.

### Coordenadas
- Altitud: 6 metros sobre el nivel del mar
- Latitud: 25° 52' S
- Longitud: 48° 34 O

## Clima
El clima de Guaratuba es superhúmedo tropical, sin la estación seca definida y exime de heladas. El promedio de la temperatura de los meses más calientes es 30 °C superior, y en los meses más fríos 15 C.

## Economía local
Agricultura, pesca y turismo constituyen las actividades económicas básicas de la ciudad.
Guaratuba tiene tierras fértiles donde maíz, caña de azúcar, arroz, naranja, jengibre, plátano y muchos otros productos tienen gran importancia económica. En ganadería, destaca una multitud considerable de búfalos. La pesca es también una de las fuentes principales, siendo hecho de manera artesanal aunque la tecnología está presente en el 80% de esta actividad.
El turismo también constituye una fuente excelente de beneficio para la ciudad. Los turistas de todo Brasil y del mundo visitan anualmente sus 22 km de playas.

## Demografía
Con una población de alrededor de 34.100 habitantes, Guaratuba es la segunda ciudad más grande de la costa de Paraná, sólo superada por Paranaguá.

## Carreteras
Carreteras principales: BR-116 (hasta Curitiba al sur del Brasil), PR-412 (hasta Pontal del Paraná a Guaratuba)

## Playas
- Playa de Caieiras: Está entre la extremidad del Johnnser y las rocas del Caieiras, tiene una extensión de un kilómetro, y se utiliza por una comunidad de pescadores. Una curiosidad en esta playa es un vapor Paraguayo que se hundió cuando regresaba de la guerra del Brasil/ Paraguay.
- Playa del hotel: Se inicia en las rocas del Caieiras hasta el hotel, su extensión está en formato de una media luna y sigue al montaje del Cristo.
- Playa central: Comienza en la playa del hotel y va hasta el montaje del Cristo, formando la playa de los turcos, de los pescadores y la playa del Cristo.
- Playa Brava: Playa hay ese nombre porque tienes muchas y grandes ondas en la playa, buenas a tablistas.
- Playa del Brejatuba: Está al sur del montaje del Cristo, en su extensión recibe muchos nombres. Es bueno para el baño y la pesca.
- Playa del Barra del Saí: Está en la extremidad de la playa del Brejatuba y playa brava, tiene una isla que se puede llegar nadando de tan cerca.

### Bahía de Guaratuba
Es la segunda mayor del estado, con una belleza exuberante con islas y ríos hermosos. Ricos en fauna y flora, su área está bajo protección.

## Historia
El rey de Portugal, Dom Jose I, preocupado con las invasiones posibles de la costa brasileña, ordenó que establecieran aldeas y ciudades en puntos más convenientes , donde las condiciones lo permitieron. Encontró por ser de gran conveniencia la creación de una población entre las aldeas de Paranaguá y del río San Francisco. El 5 de diciembre de 1765, Dom Luis envió a multitud para la formación de la nueva población. Formaron a esta multitud 200 pares que cultivarían tierras descubiertas. Comenzó a aparecer Guaratuba.
En julio de 1766, el Conde de Oeiras ordenó a Dom Luis, a nombre del rey, los proyectos para establecer la población en la ensenada de Guaratuba y siendo comunicado que el rey quisiera que la aldea nueva tenía su nombre, el S. Luis.In 13 de mayo de 1768, Dom Luis concedió los favores pedidos a el fundador de la nueva población cuál consistió en la creación y el mantenimiento de una iglesia. Dom Luis, el 23 de enero de 1770, ordenó a su teniente-coronel auxiliar Alfonso Botelho de Sampaio e Sousa, que erigió en la aldea la granja pequeña llamada Guaratuba, donde ya tenía casas etc. Después de algunas expediciones, en el 27 de abril de 1771, Dom Luis volvió a Guaratuba. En el día 28, la iglesia fue bendecida y en día 29 fueron establecidos la aldea de São Luís de Guaratuba. El día 30 de abril de 1771 el primer consejo de la ciudad con la aprobación del fundador de la aldea y de la oyente-generalidad estaba elegido. Los concejales habían dirigido los destinos de la gente del pueblo guaratubano, atendidas por el presidente de la provincia (Paraná hasta 1854 perteneció a São Paulo).
Su primer alcalde asumió la posición en 1792, así continuando hasta el 20 de octubre de 1838, cuando por fuerza de la ley Del estado n.º 7572, estaba extinto la ciudad, comenzando a constituir un distrito municipal de Paranaguá. Solamente en el 10 de octubre de 1847, por el n.º 02 de la ley , es que la autonomía municipal fue restaurada, siendo reinstalado en el día 25 de octubre del mismo año. En esta nueva fase, el primer alcalde fue Berilo da Cunha Padilha. En el año de 1954 la ciudad de Guaratuba comienza a ser parte del distrito judicial de São Jose dos Pinhais. Finalmente en julio de 1986 Guaratuba obtuvo la emancipación municipal.

## Imágenes de Guaratuba

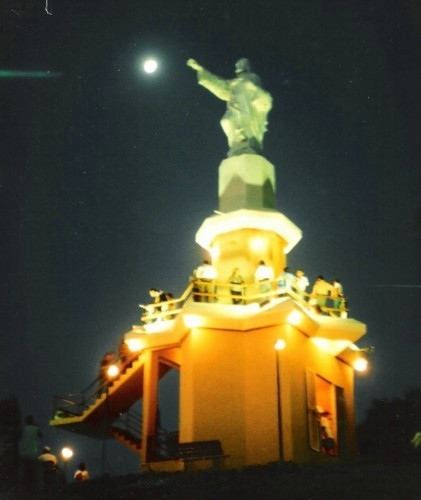

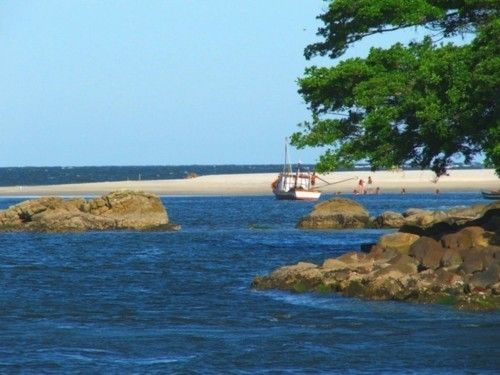

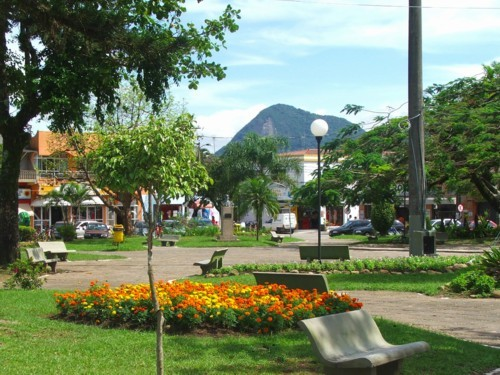